# Бжезіни (Заверцянський повіт)
Бжезіни (пол. Brzeziny) — село в Польщі, у гміні Жарновець Заверцянського повіту Сілезького воєводства.
Населення — 166 осіб (2011).
У 1975-1998 роках село належало до Катовицького воєводства.

## Демографія
Демографічна структура станом на 31 березня 2011 року:
|          | Загалом | Допрацездатний вік | Працездатний вік | Постпрацездатний вік |
| -------- | ------- | ------------------ | ---------------- | -------------------- |
| Чоловіки | 85      | 18                 | 59               | 8                    |
| Жінки    | 81      | 14                 | 48               | 19                   |
| Разом    | 166     | 32                 | 107              | 27                   |